# یواس‌اس کانلی (دی‌ئی-۳۰۶)
یواس‌اس کانلی (دی‌ئی-۳۰۶) (به انگلیسی: USS Connolly (DE-306)) یک کشتی بود که طول آن ۲۸۹ فوت ۵ اینچ (۸۸٫۲۱ متر) بود. این کشتی در سال ۱۹۴۴ ساخته شد.